# Championnat d'Ukraine féminin de football 2021-2022
Navigation
Édition précédente Édition suivante
La saison 2021-2022 du Championnat d'Ukraine féminin de football est la trente-et-unième saison du championnat. Le Zhytlobud-1 Kharkiv, vainqueur de l'édition précédente, remet son titre en jeu. Cette saison le Kolos Kovalivka et l'Atlas Kiev sont promus tandis que le Kryvbass Kryvy Rih remplace le Nika Mykolaiv. Le Bukovynska Nadia se retire avant le début de la compétition.
Le championnat est abandonné à la suite de l'invasion de l'Ukraine par la Russie, aucun titre n'est désigné.

## Organisation
Le championnat consiste en une poule de onze équipes où toutes les équipes se rencontrent une seule fois. Les six meilleures équipes sont ensuite placées dans une poule où elles se rencontrent en matches aller-retour.

### Équipes participantes
| \| Zhytlobud-2 Zhytlobud-1 Voskhod Ladomyr EMS Podillia Marioupol Pantery Karpaty Kryvbass Ateks Kolos \| Localisation des clubs engagés dans le championnat. |
| Zhytlobud-2 Zhytlobud-1 Voskhod Ladomyr EMS Podillia Marioupol Pantery Karpaty Kryvbass Ateks Kolos                                                           |

Ce tableau présente les onze équipes qualifiées pour disputer le championnat.
| Club                        | Classement 2020 | Stade                 | Ville               |
| --------------------------- | --------------- | --------------------- | ------------------- |
| Zhytlobud-1 Kharkiv         | 1re             | Stadion Olimpiyets    | Kharkiv             |
| Zhytlobud-2 Kharkiv         | 2e              | Stadion Nova Bavaria  | Kharkiv             |
| Voskhod Stara Mayachka      | 3e              | Stadion Enerhiya      | Stara Mayachka      |
| Ladomyr Volodymyr-Volynskyï | 4e              | Stadion Shakhtar      | Volodymyr-Volynskyï |
| FK Marioupol                | 5e              | Stadion Azovets       | Marioupol           |
| Karpaty Lviv                | 6e              | Stadion im.Markevycha | Lviv                |
| Pantery Ouman               | 8e              | Tsentralny Stadion    | Ouman               |
| EMS Podillia Vinnytsia      | 9e              | Stadion PDYu          | Vinnytsia           |
| Ateks Kiev                  |                 | Arsenal Arena         | Kiev                |
| Kolos Kovalivka             |                 |                       | Kovalivka           |
| Kryvbas Kryvy Rih           |                 | Stadion Hirnyk        | Kryvyï Rih          |

- Premier tour de qualification de la Ligue des champions féminine 2021-2022
- Promu de deuxième division

## Compétition

### Première phase
| Rang | Équipe        | Pts | J  | G  | N | P  | Bp | Bc | Diff |
| ---- | ------------- | --- | -- | -- | - | -- | -- | -- | ---- |
| 1    | Zhytlobud-2   | 30  | 10 | 10 | 0 | 0  | 58 | 2  | +56  |
| 2    | Zhytlobud-1 T | 27  | 10 | 9  | 0 | 1  | 67 | 5  | +62  |
| 3    | Kryvbas P     | 22  | 10 | 7  | 1 | 2  | 26 | 7  | +19  |
| 4    | FK Marioupol  | 16  | 10 | 5  | 1 | 4  | 15 | 21 | -6   |
| 5    | Kolos P       | 15  | 10 | 5  | 0 | 5  | 12 | 14 | -2   |
| 6    | Ladomyr       | 14  | 10 | 4  | 2 | 4  | 22 | 20 | +2   |
| 7    | Voskhod       | 13  | 10 | 4  | 1 | 5  | 11 | 18 | -7   |
| 8    | EMS Podillia  | 13  | 10 | 4  | 1 | 5  | 9  | 25 | -16  |
| 9    | Karpaty       | 6   | 10 | 2  | 0 | 8  | 13 | 37 | -24  |
| 10   | Pantery       | 6   | 10 | 2  | 0 | 8  | 10 | 46 | -36  |
| 11   | Ateks P       | 0   | 10 | 0  | 0 | 10 | 3  | 51 | -48  |

| Légende | Légende                                                                     |
| ------- | --------------------------------------------------------------------------- |
|         | Qualification pour la phase de championnat                                  |
|         | Reversé dans le tournoi de relégation                                       |
|         | T : Tenant du titre P : Promu C : Vainqueur de la Coupe d'Ukraine 2021-2022 |

### Deuxième phase
| Rang | Équipe        | Pts | J  | G  | N | P | Bp | Bc | Diff |
| ---- | ------------- | --- | -- | -- | - | - | -- | -- | ---- |
| 1    | Zhytlobud-2   | 30  | 10 | 10 | 0 | 0 | 58 | 2  | +56  |
| 2    | Zhytlobud-1 T | 27  | 10 | 9  | 0 | 1 | 67 | 5  | +62  |
| 3    | Kryvbas P     | 22  | 10 | 7  | 1 | 2 | 26 | 7  | +19  |
| 4    | FK Marioupol  | 16  | 10 | 5  | 1 | 4 | 15 | 21 | -6   |
| 5    | Kolos P       | 15  | 10 | 5  | 0 | 5 | 12 | 14 | -2   |
| 6    | Ladomyr       | 14  | 10 | 4  | 2 | 4 | 22 | 20 | +2   |

| Légende | Légende                                                                     |
| ------- | --------------------------------------------------------------------------- |
|         | Champion et qualifié pour la Ligue des champions                            |
|         | T : Tenant du titre P : Promu C : Vainqueur de la Coupe d'Ukraine 2021-2022 |

| Rang | Équipe       | Pts | J  | G | N | P  | Bp | Bc | Diff |
| ---- | ------------ | --- | -- | - | - | -- | -- | -- | ---- |
| 1    | Voskhod      | 13  | 10 | 4 | 1 | 5  | 11 | 18 | -7   |
| 2    | EMS Podillia | 13  | 10 | 4 | 1 | 5  | 9  | 25 | -16  |
| 3    | Karpaty      | 6   | 10 | 2 | 0 | 8  | 13 | 37 | -24  |
| 4    | Pantery      | 6   | 10 | 2 | 0 | 8  | 10 | 46 | -36  |
| 5    | Ateks P      | 0   | 10 | 0 | 0 | 10 | 3  | 51 | -48  |

| Légende | Légende                                                                     |
| ------- | --------------------------------------------------------------------------- |
|         | Barrage de relégation                                                       |
|         | Relégué                                                                     |
|         | T : Tenant du titre P : Promu C : Vainqueur de la Coupe d'Ukraine 2021-2022 |

## Statistiques individuelles

### Meilleures buteuses
| Rg | Joueuse                 | Club         | Buts |
| -- | ----------------------- | ------------ | ---- |
| 1. | Olga Ovdiychuk (en)     | Zhytlobud-1  | 19   |
| 2. | Roksolana Kravchuk (en) | Zhytlobud-2  | 13   |
| 3. | Veronika Andrukhiv (en) | Zhytlobud-2  | 11   |
| 4. | Olha Boychenko (en)     | Zhytlobud-1  | 10   |
| 4. | Kristina Pereviznyk     | Ladomyr      | 10   |
| 6. | Yulia Shevchuk          | Zhytlobud-1  | 8    |
| 7. | Inna Hlushchenko        | Kryvbas      | 6    |
| 7. | Yana Kalinina (en)      | Zhytlobud-2  | 6    |
| 7. | Dajana Spasojević (en)  | Zhytlobud-1  | 6    |
| 7. | Aristelle Yog Atouth    | FK Marioupol | 6    |

Mise à jour le 15 décembre 2021.

## Bilan de la saison
| Championnat d'Ukraine féminin de football 2021-2022   |             |
| Champion                                              | aucun       |
| Qualifications continentales                          |             |
| Ligue des champions féminine de l'UEFA 2022-2023      | Zhytlobud-2 |
| Promotions et relégations                             |             |
| Promus en Championnat d'Ukraine féminin de football   |             |
| Relégués en Championnat d'Ukraine féminin de football |             |